# Virisila Buadromo
Virisila Buadromo (n. 1972) es una periodista y activista política fiyiana. 
Fue la directora del Movimiento por los derechos humanos de las mujeres desde 2001 hasta 2015. También fue la directora de la cadena de radio angloparlante FM96. Recibió el Premio Internacional a las Mujeres de Coraje en 2008.
El 15 de agosto de 2006, Buadromo defendió la legalización del aborto en Fiyi.

## Vida privada
Su padre es Seni Buadromo, alcalde de Suva, y su madre es Liku, ambos originarios de las islas Lau. Tiene cuatro hermanas. Buadromo está casada con Arshad Daud, un indo-fiyiano. Buadromo practica la religión cristiana.